# Мой шумный дом: Фильм
«Мой шумный дом: Фильм» (англ. The Loud House Movie) — американский комедийный музыкальный приключенческий анимационный фильм ужасов созданный на основе популярного анимационного сериала «Мой шумный дом». Премьера фильма состоялась 20 августа 2021 года на платформе Netflix.

## Сюжет
Линкольн Лауд, средний ребёнок и единственный сын Линн Лауда-старшего и Риты Лауд, проводит время, помогая своим сестрам — Лори, Лени, Луне, Луан, Линн, Люси, Лане, Лоле и Лизе — в течение дня с сегодняшними делами, а также учит свою младшую сестру Лили, как справляться с жизнью в большой семье. После особенно успешного дня, когда все сестры получили награды, они празднуют в ресторане Линн-старшего. Находясь там, фанаты хвалят сестер Лауд, а Линкольна оттесняют в сторону и игнорируют. Чувствуя, что живет в их тени, он советуется со своим другом Клайдом Макбрайдом, который рассказывает ему о том времени, когда он узнал, что семья его бабушки были из Парижа. Придя домой, вдохновленный Линкольн задает своим родителям тот же вопрос, и Лизе удается проследить происхождение Линн-старшего. Выясняется, что Лауды родом из Шотландии. Затем семья Лауд отправляется туда на недельные каникулы в лихорадочном путешествии, включающем прыжки с парашютом из грузового отсека самолёта, полеты на воздушном шаре и путешествие на подводной лодке. По прибытии в город Лох-Лауд, семья Лауд узнает от горожан, что они являются потомками шотландской королевской семьи, и попадают в замок, которым управляют садовник Ангус и недовольная экономка Мораг.
Затем Ангус показывает семье картину их предков, которая поразительно похожа на них самих, и показывает, что они правили городом много лет, прежде чем уплыть навсегда. Линкольн в конце концов узнает от Ангуса, что его собственный наследственный предок, герцог семьи, был самым особенным членом семьи, к его большому удовольствию. Желая стать новым герцогом Лох-Лауд, Линкольн участвует во многих общественных мероприятиях, чтобы помочь восстановить город до его былой славы, и в конечном итоге чувство вины заставляет остальную часть семьи навсегда переехать в Шотландию, поскольку семье больше не приходится делить одну ванную комнату.
Когда Лауды приспосабливаются к своему открытию, встречая своего потомка Люсиль Лауд, маленького дракончика, который растет очень быстро, поэтому они называют его Лелой, и наслаждаясь своим временем в замке, Мораг разочаровывается в семье после мирной жизни в замке и спокойно много лет. Затем она придумывает план, как и ее предок Эгги, чтобы заставить семью Лауд навсегда покинуть Лох-Лауд, загипнотизировав Лелу волшебным драконьим камнем и королевским скипетром.
После того, как сестры начинают привлекать внимание в городе, Мораг обманом заставляет Линкольна ездить на Леле, чтобы попытаться вернуть его внимание. Пока он летает на драконе, она использует камень и скипетр, чтобы загипнотизировать Лелу и заставить её разрушить город, чтобы Линкольна можно было обвинить в хаосе. Чувствуя себя виноватым за ущерб, Линкольн просит семью вернуться домой в Роял-Вудс. Когда семья уезжает домой, Мораг становится новой герцогиней Лох-Лауда, хотя жители города были недовольны, а она в ответ снова гипнотизирует Лелу, чтобы нанести еще больший ущерб в городе.
Люсиль рассказывает семье о плане Мораг и о том, что она делает с городом. Дети Лауд возвращаются в город на весельной лодке и объединяются, чтобы победить Мораг и разгипнотизировать Лелу. Линкольн, используя свои магические навыки и с помощью Лили, уничтожают драконий камень, который вырывает Лелу из ее чар, и затем Мораг падает на остров, заполненный тюленями, похожими на Лаудов. Город Лох-Лауд поздравляет семью и просит Линкольна восстановить свое место герцога королевства, хотя Линкольн отказывается и вместо этого предлагает корону Ангусу, чувствуя, что он заслуживает быть герцогом, с помощью решения, одобренного жителями и призраками предков.
Помогая отремонтировать Лох-Лауд, семья Лауд прощается с Ангусом и сельскими жителями и отправляется обратно домой в Роял-Вудс. Бобби прибывает в Шотландию слишком поздно, чтобы узнать, что Лори возвращается в Роял-Вудс. Клайд встречает Линкольна в Роял-Вудс и угощает его герцогскими кексами.
Во время титров показано, что призрак герцога летает верхом на Леле, Бобби воссоединяется с Лори, Лени связывается со Скоттом по видеосвязи, Линкольн выигрывает трофей за 3-е место в присутствии Лили, Лела откладывает 3 яйца, Мораг становится садовником, но Лела держит её под контролем.

## Роли озвучивали
| Актёр             | Роль                                                                         |
| ----------------- | ---------------------------------------------------------------------------- |
| Эшер Бишоп        | Линкольн Лауд / Герцог                                                       |
| Мишель Гомес      | Мораг                                                                        |
| Дэвид Теннант     | Ангус                                                                        |
| Катрин Табер      | Лори Лауд                                                                    |
| Лилиана Муми      | Лени Лауд / Лени Лауд в 1600-е годы                                          |
| Ника Футтерман    | Луна Лауд                                                                    |
| Кристина Пуччелли | Луан Лауд                                                                    |
| Джессика ДиЧикко  | Линн Лауд / Люси Лауд                                                        |
| Грэй Гриффин      | Лана Лауд / Лола Лауд / Лили Лауд / Скутс                                    |
| Лара Джилл Миллер | Лиза Лауд / Лиза Лауд в 1600-е годы                                          |
| Джилл Тэлли       | Рита Лауд / Рита Лауд в 1600-е годы                                          |
| Брайан Степанек   | Линн Лауд-старший / Линн Лауд-старший в 1600-е годы                          |
| Кэти Таунсенд     | Люсиль Лауд / миссис Скроггинс / старушка Эгги                               |
| Андре Робинсон    | Клайд Макбрайд                                                               |
| Карлос ПенаВега   | Бобби Сантьяго                                                               |
| Изабелла Альварес | Ронни Энн Сантьяго                                                           |
| Билли Бойд        | Скотт / Рыбак / дополнительные голоса                                        |
| Ян Джонс          | дракон Лела / дракон Лоло                                                    |
| Кэнди Мило        | Капитан подводной лодки / дополнительные голоса                              |
| Карлос Алазраки   | Звонарь / дополнительные голоса                                              |
| Дебра Уилсон      | Нана Мэй / Нана Коллет / Нана Хелн / миссис Тёрнберри                        |
| Рут Коннелл       | Владелец картофельной закусочной / Водитель в машине / дополнительные голоса |
| Тру Валентино     | Владелец рыбной закусочной / дополнительные голоса                           |
| Питер Эттинджер   | Племянник дяди Джека / дополнительные голоса                                 |

## Производство
Изначально, компания Paramount Pictures объявила, что фильм должен был выпуститься к 7 февраля 2020 года. Однако в настоящее время, компания не работала над фильмом и его могли выпустить позже, чем ожидалось.
18 января 2019 года было объявлено, что фильм исключен из расписания. 5 февраля 2019 года генеральный директор Viacom Боб Бакиш объявил, что фильм будет выпущен на потоковом сервисе Netflix.
30 апреля 2019 года было объявлено, что премьера фильма состоится примерно в 2021 году.
20 июня 2019 года Кевин Салливан завершил работу над проектом фильма.
4 января 2021 года Кевин Салливан подтвердил, что фильм выйдет в апреле 2021 года.
В апреле 2021 года был выпущен трейлер фильма, в котором было объявлено, что фильм выйдет летом 2021 года.
11 июня 2021 года был выпущен еще один короткометражный трейлер, подтверждающий, что выход фильма намечен на 20 августа 2021 года.

## Саундтрек
Саундтрек был выпущен Viacom International в августе 2021 года.
| №                   | Название                              | Исполнитель(и)                                          | Длительность |
| ------------------- | ------------------------------------- | ------------------------------------------------------- | ------------ |
| 1.                  | «Life Is Better Loud»                 | Даг Рокуэлл, Мишель Льюис                               | 2:29         |
| 2.                  | «Ordinary Me»                         | Эшер Бишоп                                              | 1:26         |
| 3.                  | «This Town Is Named For You»          | Дэвид Теннант, Актёрский состав (feat. Distant Cousins) | 1:42         |
| 4.                  | «Loud Castle»                         | Даг Рокуэлл                                             | 1:23         |
| 5.                  | «The Duchess I Will Be»               | Мишель Гомес                                            | 1:59         |
| 6.                  | «I’m Gonna Be The Duke»               | Дэвид Теннант, Эшер Бишоп (feat. Oh, Hush! & graywolfe) | 2:04         |
| 7.                  | «Now or Never»                        | Oh, Hush! & graywolfe                                   | 1:18         |
| 8.                  | «My Way Back Home»                    | Tide Lines                                              | 2:43         |
| 9.                  | «Let’s Get Lost Together»             | Distant Cousins                                         | 1:17         |
| 10.                 | «Welcome To Scotland!»                |                                                         | 2:23         |
| 11.                 | «Lincoln Rides The Dragon»            |                                                         | 3:44         |
| 12.                 | «Morag’s Last Stand»                  |                                                         | 3:52         |
| 13.                 | «How to Survive in a Big Family»      |                                                         | 1:07         |
| 14.                 | «Activity Panic»                      |                                                         | 0:59         |
| 15.                 | «Where to First?»                     |                                                         | 1:53         |
| 16.                 | «Lincoln and Clyde»                   |                                                         | 1:16         |
| 17.                 | «Needles Are for Amateurs»            |                                                         | 0:59         |
| 18.                 | «Welcome to Scotland!»                |                                                         | 0:47         |
| 19.                 | «What the Sheep?»                     |                                                         | 1:29         |
| 20.                 | «Your Ancestral Home»                 |                                                         | 0:39         |
| 21.                 | «Old Timey Us»                        |                                                         | 1:00         |
| 22.                 | «Our Own Rooms!»                      |                                                         | 0:58         |
| 23.                 | «The Duke’s Room»                     |                                                         | 1:03         |
| 24.                 | «The Dragon’s Egg»                    |                                                         | 1:00         |
| 25.                 | «Duke-ing»                            |                                                         | 0:34         |
| 26.                 | «Lucy’s Seance»                       |                                                         | 1:24         |
| 27.                 | «How to Survive in a Big Family»      |                                                         | 1:07         |
| 28.                 | «Let’s Fulfill Our Destiny»           |                                                         | 0:43         |
| 29.                 | «We’re Moving to Scotland»            |                                                         | 0:39         |
| 30.                 | «Morag’s Scream»                      |                                                         | 0:40         |
| 31.                 | «The Real Story of the Louds of Yore» |                                                         | 2:56         |
| 32.                 | «Snackin’ What You’re Packin’»        |                                                         | 0:34         |
| 33.                 | «I Could Ride the Dragon»             |                                                         | 1:38         |
| 34.                 | «Lela Under the Spell»                |                                                         | 1:17         |
| 35.                 | «We Trusted You»                      |                                                         | 1:18         |
| 36.                 | «Abdication»                          |                                                         | 1:34         |
| 37.                 | «The Mad Queen Morag»                 |                                                         | 1:08         |
| 38.                 | «Lucille Brings News»                 |                                                         | 2:06         |
| 39.                 | «Operation Save the Village»          |                                                         | 0:51         |
| 40.                 | «Morag Rides Lela»                    |                                                         | 1:36         |
| 41.                 | «Loud No More»                        |                                                         | 1:31         |
| 42.                 | «Fifth Best Junior Magician»          |                                                         | 0:46         |
| 43.                 | «Lincoln Rides Again»                 |                                                         | 1:41         |
| 44.                 | «A Simple Groundskeeper»              |                                                         | 1:11         |
| 45.                 | «Warm Feelings»                       |                                                         | 1:41         |
| 46.                 | «The Louds Head Home»                 |                                                         | 0:57         |
| Общая длительность: | Общая длительность:                   | Общая длительность:                                     | 58:02        |